# Martin Cash

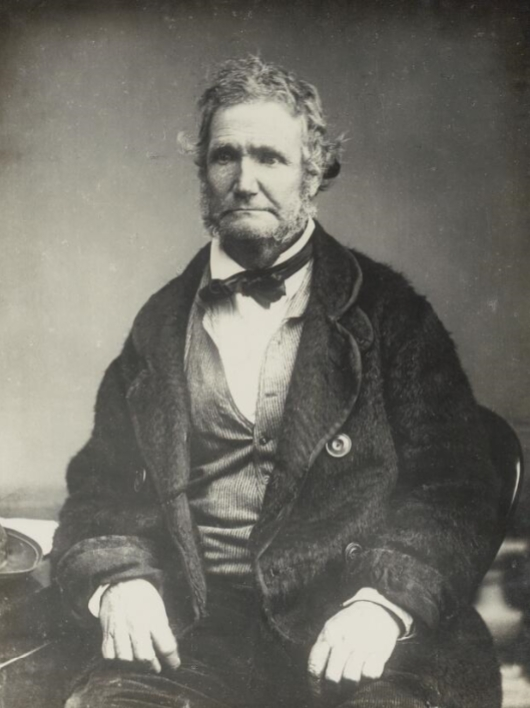
Martin Cash

Martin Cash (* 10. Oktober 1808 in Enniscorthy, County Wexford, Irland; † 27. August 1877 in Glenchory, Tasmanien, Australien) war ein aus Irland stammender britischer Sträfling und australischer Buschräuber. Sein Schicksal wurde in den 1870er Jahren überaus bekannt, da ein irischer Schriftsteller sein Leben in Buchform beschrieb.
Martin Cash war der Sohn von George und Margaret Cash. Er arbeitete als Junge auf einer Farm in Wexford und wurde im März 1827 wegen einer kriminellen Tat – es war ein bewaffneter Raub – verhaftet. Sechs Monate nach der Tat wurde er zu sieben Jahren Sträflingsarbeit nach Australien deportiert, wo er im Hunter Valley bei einem Farmer arbeiten musste. Nach seiner Entlassung ging er ins damalige Van-Diemens-Land, das heutige Tasmanien, wo er erneut wegen Diebstahls zu sieben Jahren Sträflingsarbeit in Port Arthur verurteilt wurde. In den ersten drei Jahren seiner Haft unternahm er drei Ausbruchsversuche; der letzte gelang. Cash wurde erst nach zwei Jahren gefasst, erneut eingekerkert und erhielt weitere vier Jahre Haft.
Bald danach flüchtete er erneut mit zwei erfahrenen Buschmännern, Kavenagh und Jones, aus dem Sträflingsgefängnis Port Arthur. Dabei überwanden sie die stark bewachte Eaglehawk Neck, die aufs Festland von Tasmanien führt. Die drei Geflüchteten raubten anschließend Gasthäuser, Häuser der Siedler und die Post aus – ohne Anwendung von Gewalt. Dies brachte ihnen den Namen 'Gentlemen Bushrangers' ein.
Cash wurde öffentlich beschuldigt, einen seiner Gefängnisbewacher getötet zu haben. Daraufhin riskierte er einen Besuch von Hobart, wo er verhaftet, angeklagt und zum Tode verurteilt wurde. Die Todesstrafe wurde auf zehn Jahre Sträflingsarbeit auf Norfolk Island abgewandelt. Im März 1854, kurz bevor die Transportation von Sträflingen beendet wurde, heiratete er Marry Bennett (1824–1879), einen Frauensträfling aus dem County Clare. Sechs Monate danach wurde er entlassen und ging nach Tasmanien zurück, wo er für die Cascades Agricultural Settlement und als Aufseher der staatlichen Gärten in Hobart arbeitete. Nach der allgemeinen Sträflings-Amnestie im Mai 1856 ging er für vier Jahre nach Neuseeland. Nach seiner Rückkehr erwarb er Eigentum bei Glenorchy in Tasmanien und arbeitete bis zu seinem Tod dort. Er hinterließ seine Frau. Sein Sohn Martin, der 1855 geboren wurde, starb bereits 1871.
Der Charme, die Liebenswürdigkeit und das Leben von Cash erregten die Aufmerksamkeit von James Lester Burke, einem irischen Schriftsteller, der ihn vor seinem Tod kennengelernt hatte und der seine Lebensgeschichte niederschrieb. Burke veröffentlichte 1870 in Hobart das Schicksal Cashs in Buchform und erreichte mit diesem Buch mehrere Auflagen. Er gab die Erlebnisse von Cash in einer stark übertriebenen Form wieder, erreichte damit allerdings auch eine große Aufmerksamkeit.